# Pineta del Tombolo
La pineta del Tombolo è una pineta litoranea della provincia di Grosseto che si estende da Castiglione della Pescaia al Padule della Trappola, interessando anche le località di Marina di Grosseto e Principina a Mare. Il tratto di pineta compreso tra Castiglione della Pescaia e Marina di Grosseto è classificato come sito di interesse comunitario.

## Territorio
La pineta si estende per circa 15 chilometri parallelamente alla linea di costa, parzialmente interrotta soltanto dalle foci della Fiumara e del Canale di San Rocco presso Marina di Grosseto. Il fitto bosco si inoltra anche per alcune centinaia di metri verso l'immediato retroterra, raggiungendo i 2 chilometri presso la località di Principina a Mare.
La pineta si caratterizza per la presenza di pini marittimi e pini domestici, con i primi che risultano più presenti in prossimità del litorale ed i secondi verso il retroterra. Il folto sottobosco è formato da specie arbustive della macchia mediterranea con filliree (lillatro), lentischi (sontrio), mirti (mortella), rari lecci ed alcune querce da sughero (queste ultime nel tratto tra Castiglione della Pescaia e Marina di Grosseto).
L'originaria pineta, di estensione notevolmente minore rispetto a quella attuale, era caratterizzata quasi unicamente da pini marittimi e macchia mediterranea, ed interessava le aree più prossime al litorale. Nel corso del Settecento, a seguito delle opere di bonifica effettuate dai Lorena, si rese necessario impiantare un elevato numero di alberi anche verso il retroterra, per evitare che l'originaria palude si reimpossessasse delle terre che le erano state strappate con le opere di canalizzazione: fu decisa, così, l'introduzione dei pini domestici che risultano attualmente in proporzione nettamente prevalente rispetto a quelli endemici marittimi.
La pineta del Tombolo è attraversata dalla pista ciclabile Marina di Grosseto-Castiglione della Pescaia nel tratto settentrionale e dalla pista ciclabile Marina di Grosseto-Principina a Mare in quello meridionale.
La pineta del Tombolo di Grosseto è omonima della pineta del Tombolo che si trova fra Pisa e Livorno che, dopo la seconda guerra mondiale, è stata luogo di insediamento di un grande campo militare dell'esercito statunitense e dove furono girati diversi film del dopoguerra.

## L'area protetta
La pineta è anche un'area naturale protetta, riconosciuta sia come sito di interesse comunitario (SIC) e zona di protezione speciale (ZPS) che come sito di interesse regionale (SIR) sotto il nome di  Tombolo da Castiglione della Pescaia a Marina di Grosseto.
Il SIR è in gran parte ricompreso nell'area contigua della riserva naturale Diaccia Botrona ed è composto da un sistema di pinete costiere ad elevato valore paesaggistico.
I principali elementi di criticità interni al sito sono: 
- erosione costiera;
- turismo di massa nella stagione estiva, con impatto sull'ambiente dunale e forte antropizzazione della pineta;
- piccole strutture turistiche all'interno della pineta;
- rischio di incendi;
- l'assetto vegetazionale del sito dipende dalle scelte di gestione forestale, che sono da verificare rispetto agli obiettivi di conservazione;
- azioni di “pulizia” e spianamento meccanico della spiaggia, con eliminazione delle comunità associate ai materiali spiaggiati;
- azioni che inducono processi erosivi della duna, come ad esempio l'intenso sentieramento
- eccessiva pulizia del sottobosco (localizzata), con conseguente forte riduzione della biodiversità.

I principali elementi di criticità esterni al sito sono: 
- gli ambienti dunali, in stato di conservazione buono o discreto, sono sempre più rari e isolati, per i fenomeni di erosione costiera e di antropizzazione delle spiagge;
- la strada che delimita il sito è interessata da traffico veicolare molto intenso, nella stagione estiva;
- il sito confina con centri turistici di notevole importanza.

Le principali misure di conservazione da adottare sono: 
1. miglioramento dello stato di conservazione degli ambienti dunali (E);
2. conservazione delle specie ornitiche nidificanti d'interesse conservazionistico (E);
3. conservazione delle pinete costiere e incremento, in alcune aree, dei livelli di naturalità (M);
4. mantenimento dell'interesse turistico-ricreativo del sito (M).

Indicazioni per le misure di conservazione sono: 
- attuazione di misure di gestione forestale, finalizzate al mantenimento/incremento dello strato dominato di sclerofille sempreverdi, in parte delle pinete, al mantenimento/incremento della presenza di fasi mature e senescenti, al mantenimento/incremento di aree di pineta matura “aperta” (a copertura incompleta), soprattutto nei settori più distanti dal mare, che sono particolarmente adatte per la ghiandaia marina (E);
- riduzione dell'impatto causato dagli interventi di pulizia delle spiagge, evitando la rimozione di legni spiaggiati, utilizzando mezzi meccanici di dimensioni ridotte e effettuando gli interventi fuori dai periodi più critici (M);
- attivazione di programmi di monitoraggio, finalizzati a verificare l'influenza delle presenze turistiche sul sito (in particolare sugli ambienti dunali), ed eventuale adozione delle opportune misure di conservazione (M);
- controllo dell'impatto turistico, attraverso riduzione del numero degli accessi al mare, indicazioni sulle vie di accesso da seguire e sistemazione di tali vie, installazione di recinzioni e/o cartelli informativi (M).

## Geomorfologia
La tipologia ambientale prevalente del SIR sono le pinete costiere di origine artificiale, con sottobosco di sclerofille sempreverdi, più o meno sviluppato, di notevole importanza storica e paesaggistica, secolari. Da segnalare la presenza di vegetazione dunale (ammofileto e crucianelleto). Le altre tipologie ambientali rilevanti sono: i lembi di costa sabbiosa con vegetazione pioniera e ginepreti, in discreto stato di conservazione; i canali.

## Fauna
La fauna vede, tra i rettili, la presenza della testuggine di Herman (Testudo hermanni), mentre tra gli uccelli si segnalano come nidificanti il cuculo dal ciuffo (Clamator glandarius) e la ghiandaia marina  (Coracias garrulus).